# Ольховец (Рязанская область)
Ольховец — деревня Грязновского сельского поселения Михайловского района Рязанской области России.

## География
Расположена в 82 км (по шоссе) на юго-запад от Рязани.
К северу от деревни протекает река Проня приток Оки. На юго-востоке находится деревня Щеголево.
На 2021 год в Ольховце улиц и переулков не числится.

## Высота
Высота центра селения над уровнем моря — 196 м.

## Климат
Климат умеренно континентальный, характеризующийся тёплым, но неустойчивым летом, умеренно-суровой и снежной зимой. Ветровой режим формируется под влиянием циркуляционных факторов климата и физико-географических особенностей местности. Атмосферные осадки определяются главным образом циклонической деятельностью и в течение года распределяются неравномерно.
Согласно статистике ближайшего крупного населённого пункта — г. Рязани, средняя температура января −7.0 °C (днём) / −13.7 °C (ночью), июля +24.2 °C (днём) / +13.9 °C (ночью).
Осадков около 553 мм в год, максимум летом.
Вегетационный период около 180 дней.

## Население
В 2007 году население 18 жителей.
| 2010 |
| ---- |
| 9    |

## Транспорт
В 6,5 км на восток расположена железнодорожная станция Лужковская Московской железной дороги участка Ожерелье — Павелец.